# 亀岡市立川東小学校
亀岡市立川東小学校（かめおかしりつかわひがししょうがっこう）は、京都府亀岡市馬路町にあった公立小学校。 校区には、出雲大神宮、丹波国国分寺、千歳車塚古墳、小川月神社などの歴史的遺産も数多くある。

## 沿革
- 1962年（昭和37年）4月1日 - 亀岡市立馬路小学校・同市立千歳小学校・同市立旭小学校・同市立河原林小学校の4校が統合し、川東小学校として発足。旧小学校を分校として、それぞれで授業を行う。
- 1963年（昭和38年）4月5日 - 旧馬路小学校の近隣に設立した新校舎で統合した授業開始する。旧馬路小学校校舎跡地は馬路農業協同組合（現在の京都農業協同組合川東支店）、旧千歳小学校校舎は亀岡市立一宮幼稚園（現在は、休園）として利用される。
- 1983年（昭和58年） - 郷土研究クラブが設立。校内に竪穴建物の復元や近隣の平の沢池の渡り鳥の観察などで地元メディアに注目される。
- 2017年（平成29年）3月31日 - 亀岡市立高田中学校との統合により廃校

## 交通アクセス
- JR千代川駅または亀岡駅から亀岡市ふるさとバス「川東小学校前」で下車後徒歩2分。